# Judo na Igrzyskach Ameryki Środkowej i Karaibów 2018
Turniej judo na igrzyskach Ameryki Środkowej i Karaibów odbył się w dniach 30 lipca - 2 sierpnia 2018 roku w Barranquilli.

## Klasyfikacja medalowa
Gospodarz zawodów został zaznaczony kolorem.
| Miejsce | Państwo    |    |    |    | Razem |
| ------- | ---------- | -- | -- | -- | ----- |
| 1       | Kuba       | 8  | 3  | 6  | 17    |
| 2       | Wenezuela  | 3  | 4  | 7  | 14    |
| 3       | Dominikana | 3  | 3  | 6  | 11    |
| 4       | Panama     | 2  | 0  | 0  | 2     |
| 5       | Meksyk     | 1  | 3  | 6  | 10    |
| 6       | Gwatemala  | 1  | 0  | 0  | 1     |
| 7       | Portoryko  | 0  | 3  | 5  | 8     |
| 8       | Kolumbia   | 0  | 2  | 5  | 6     |
| 9       | Nikaragua  | 0  | 0  | 1  | 1     |
| Razem   | Razem      | 18 | 18 | 36 | 72    |

## Medaliści

### Mężczyźni
| Konkurencja: | Złoto:                                                                           | Srebro:                                                                                  | Brąz: |
| −55kg        | Samuel Lameda                                                                    | Moisés Rosado                                                                            | Luis Montes Yandry Torres |
| −60kg        | Julio Molina                                                                     | Elmert Ramírez                                                                           | Johan Rojas Roberto Almenares |
| −66kg        | Oniel Solís                                                                      | Ricardo Valderrama                                                                       | Wander Mateo Carlos Rodríguez |
| −73kg        | Magdiel Estrada                                                                  | Augusto Miranda                                                                          | Leider Navarro Sergio Mattey |
| −81kg        | Medickson del Orbe                                                               | Adrián Gandía                                                                            | Jorge Martínez Pedro Castro |
| −90kg        | Iván Silva                                                                       | Robert Florentino                                                                        | Anthoni Peña Francisco Balanta |
| −100kg       | Lewis Medina                                                                     | José Armenteros                                                                          | Alexis Chiclana Luis Amezquita |
| Ponad 100kg  | Andy Granda                                                                      | José Nova                                                                                | José Cuevas Pedro Pineda |
| Drużynowo    | Kuba · Oniel Solís · Magdiel Estrada · Jorge Martínez · Iván Silva · Andy Granda | Wenezuela · Pedro Pineda · Anthoni Peña · Noel Peña · Sergio Mattey · Ricardo Valderrama | Meksyk · Eduardo Araujo · Samuel Ayala · Victor Ochoa · José Ruiz · José Cuevas · Dominikana · Wander Mateo · Lwilli Santana · Medickson del Orbe · Robert Florentino · José Nova · Lewis Medina |

### Kobiety
| Konkurencja: | Złoto: | Srebro:                                                                                                   | Brąz: |
| −44kg        | Estefania Soriano | Erika Lasso                                                                                               | María Giménez Daniela Rodríguez |
| −48kg        | Edna Carrillo | Melissa Hurtado                                                                                           | Luz Álvarez Paola García |
| −52kg        | Kristine Jiménez | Luz Olvera                                                                                                | Diana de Jesús Nahomys Acosta |
| −57kg        | Miryam Roper | Anailys Dorvigny                                                                                          | Jennifer Cruz Wisneiby Machado |
| −63kg        | Anriquelis Barrios | Cindy Mera                                                                                                | Maylín del Toro Katherine Otano |
| −70kg        | Elvismar Rodríguez | Leslie Villarreal                                                                                         | Onix Cortés María Pérez |
| −78kg        | Kaliema Antomarchi | Karen León                                                                                                | Eiraima Silvestre Debanhi Ochoa |
| Ponad 78kg   | Idalys Ortíz | Melissa Mojica                                                                                            | Moira Morillo Mariannys Hernández |
| Drużynowo    | Kuba · Nahomys Acosta · Anailys Dorvigny · Maylín del Toro · Onix Cortés · Idalys Ortíz · Melissa Hurtado · Kaliema Antomarchi | Wenezuela · Karen León · Elvismar Rodríguez · Anriquelis Barrios · Mariannys Hernández · Wisneiby Machado | Meksyk · Jennifer Cruz · Andrea Gutiérrez · Leslie Villarreal · Debanhi Ochoa · Luz Olvera · Melanie Bolaños · Portoryko · Francin Echevarría · Keliz Rivera · Paola Santana · María Pérez · Melissa Mojica |